# 喀左站
喀左站（羅馬化：Züün Kharchin Örtöö）是京沈客运专线和赤喀高速铁路的一座车站，位于辽宁省朝阳市喀喇沁左翼蒙古族自治县兴隆庄镇半拉烧锅村金杖子屯，距喀喇沁左翼县城14公里，中心里程为DK348+410，由中国铁路沈阳局集团有限公司阜新车务段管辖，2018年12月29日随京哈高速线承沈段一同启用。

## 车站结构
喀左站设2座站台、8条股道及一座建筑面积4999平方米的线侧下式站房。
| 通过线   | 喀赤客运专线下行列车通过线                                              |
| 1站台    | 京沈客运专线往北京朝阳方向（牛河梁站） 喀赤客运专线往赤峰方向（建平站） |
| 岛式站台 |                                                                         |
| 2站台    | 京沈客运专线往北京朝阳方向（牛河梁站）                                  |
| 正线     | 京沈客运专线上行列车通过线                                              |
| 正线     | 京沈客运专线下行列车通过线                                              |
| 3站台    | 京沈客运专线往沈阳方向（奈林皋站）                                      |
| 岛式站台 |                                                                         |
| 4站台    | 京沈客运专线往沈阳方向（奈林皋站） 喀赤客运专线从赤峰                   |
| 通过线   | 喀赤客运专线上行列车通过线                                              |

- 喀左站
- 喀左站
- 喀左站與站房之間通道